# Shirley Graham Du Bois
Shirley Graham Du Bois (11 tháng 11 năm 1896 - 27 tháng 3 năm 1977) là một tác giả người Mỹ, nhà viết kịch, nhà soạn nhạc và nhà hoạt động cho người Mỹ gốc Phi và các nguyên nhân khác. Bà đã giành được giải thưởng Messner và Anisfield-Wolf cho các tác phẩm của mình.

## Tiểu sử
Bà sinh ra Lola Shirley Graham, Jr. tại Indianapolis, Indiana, vào năm 1896, là con gái duy nhất trong số sáu đứa trẻ. Cha bà là một mục sư Giám mục Giám lý Châu Phi, mẹ bà là người châu Âu và gia đình thường xuyên di chuyển. Vào tháng 6 năm 1915, Shirley tốt nghiệp trường trung học Lewis và Clark ở Spokane, Washington.
Bà kết hôn với người chồng đầu tiên, Shadrach T. McCants, vào năm 1921. Con trai của họ Robert sinh năm 1923, sau đó là David năm 1925. Họ ly dị vào năm 1927. Năm 1926, Graham chuyển đến Paris, Pháp, để học sáng tác nhạc tại Sorbonne. Bà nghĩ rằng nền giáo dục này có thể cho phép bà đạt được việc làm tốt hơn và có thể hỗ trợ trẻ em tốt hơn. Gặp gỡ người châu Phi và người dân Caribbean ở Paris đã giới thiệu cho bà nền âm nhạc và văn hóa mới.
Năm 1931, Graham vào Đại học Oberlin với tư cách là một sinh viên tiên tiến và sau khi lấy bằng cử nhân năm 1934, tiếp tục làm nghiên cứu sinh về âm nhạc, hoàn thành bằng thạc sĩ năm 1935. Năm 1936, Hallie Flanagan bổ nhiệm giám đốc Graham của Chicago Đơn vị Negro của Dự án Nhà hát Liên bang, một phần của Cơ quan Quản lý Tiến độ Công trình của Tổng thống Franklin D. Roosevelt. Bà đã viết các bản nhạc, đạo diễn và làm thêm công việc liên quan.
Vào cuối những năm 1940, Graham trở thành một thành viên của Sojourners for Truth and Justice – một tổ chức người Mỹ gốc Phi làm việc cho giải phóng phụ nữ toàn cầu. Cùng thời gian đó, bà gia nhập Đảng Cộng sản Hoa Kỳ.
Năm 1951, bà kết hôn với W.E.B. Du Bois, cuộc hôn nhân thứ hai cho cả hai. Bà đã 54 tuổi; Ông đã 83 tuổi. Sau đó, họ di cư đến Ghana, nơi họ nhận được quyền công dân vào năm 1961 và ông qua đời năm 1963. Năm 1967, bà bị buộc rời đi sau một cuộc đảo chính do quân đội lãnh đạo, và chuyển đến Cairo, Ai Cập, nơi bà tiếp tục viết. Con trai còn sống của bà David Graham Du Bois đi cùng bà và làm nhà báo.
Shirley Graham Du Bois qua đời vì bệnh ung thư vú vào ngày 27 tháng 3 năm 1977, ở tuổi 80, tại Bắc Kinh, Trung Quốc.
Bà qua đời khi là người Tanzania. Bà đã chuyển từ Ghana đến Tanzania sau khi tổng thống Ghana, Kwame Nkrumah, bị lật đổ vào ngày 24 tháng 2 năm 1966, và trở nên thân thiết với tổng thống Tanzania, Julius Nyerere, và có được quyền công dân Tanzania.

## Công trình
Sau khi gặp người châu Phi ở Paris khi đang học tại Sorbonne năm 1926, Graham đã sáng tác bản nhạc và libretto của Tom Tom: An Epic of Music and the Negro (1932), một vở opera. Bà đã sử dụng âm nhạc, khiêu vũ và cuốn sách để thể hiện câu chuyện về hành trình của người châu Phi đến các thuộc địa Bắc Mỹ, thông qua chế độ nô lệ và tự do. Nó được công chiếu tại Cleveland, Ohio. Vở opera đã thu hút 10.000 người đến buổi ra mắt tại Sân vận động Cleveland và 15.000 cho buổi biểu diễn thứ hai.
Theo Oxford Companion to African-American Literature, các tác phẩm nhà hát của bà bao gồm Deep Rivers (1939), một vở nhạc kịch; It's Morning (1940), một bi kịch một hành động về một người mẹ nô lệ, người dự tính về hành vi vô cùng; I Gotta Home (1940), một bộ phim truyền hình một lần; Track Thirteen (1940), một bộ phim hài cho đài phát thanh và vở kịch duy nhất được xuất bản của cô; Elijah's Raven (1941), một bộ phim hài ba hành động; và Dust to Earth (1941), một bi kịch ba hành động.
Do khó khăn trong việc đưa nhạc kịch hoặc vở kịch được sản xuất và xuất bản, Graham chuyển sang văn học. Bà đã viết trong nhiều thể loại, chuyên từ những năm 1950 trong tiểu sử của các nhân vật người Mỹ gốc Phi và thế giới hàng đầu cho độc giả trẻ. Bà muốn tăng số lượng sách liên quan đến người Mỹ gốc Phi đáng chú ý trong các thư viện trường tiểu học. Nhờ có kiến thức cá nhân về các môn học của mình, những cuốn sách của bà về Paul Robeson và Kwame Nkrumah được coi là đặc biệt thú vị. Các môn học khác bao gồm Frederick Doulass, Phillis Wheatley và Booker T. Washington; cũng như Gamal Abdul Nasser và Julius Nyerere. Một trong những cuốn tiểu thuyết cuối cùng của cô, Zulu Heart (1974), bao gồm những miêu tả đầy cảm thông về người da trắng ở Nam Phi mặc dù có xung đột chủng tộc.
Các lựa chọn từ thư từ của bà với chồng (cả trước và sau khi mối quan hệ của họ bắt đầu) xuất hiện trong bộ sưu tập ba tập năm 1976 do Herbert Aptheker (chủ biên), Correspondence of W.E.B. Du Bois. Shirley Graham Du Bois là chủ đề của Race Woman: The Lives of Shirley Graham Du Bois.

## Câu nói
Chúng tôi là một cuộc đua của các nghệ sĩ. Chúng tôi làm gì với nó đây?— "Towards an American Theatre," Arts Quarterly, October–December 1937.

## Công trinh
Tiểu sử cho độc giả trẻ:
- với George D. Lipscomb, Tiến sĩ George Washington Carver, Nhà khoa học, New York: Julian Messner, 1944, (Thư viện ràng buộc có ISBN 978-0671325107
- Paul Robeson, Công dân Thế giới, Connecticut, 1946: Greenwood Press, tái bản năm 1972
- Người hầu khiêm tốn nhất của bạn: Benjamin Banneker, New York: Julian Messner, 1949; người chiến thắng giải thưởng sách Anisfield-Wolf năm 1950 [10]
- Câu chuyện về Phillis Wheatley: Nữ thi sĩ của Cách mạng, New York: Julian Messner, 1949
- Câu chuyện về Pocahontas, New York: Grosset & Dunlap, 1953
- Jean Baptiste Pointe duSable: Người sáng lập Chicago (1953)
- Booker T. Washington: Nhà giáo dục Đầu, Tay và Trái tim, New York: Julian Messner, 1955
- Ngày của anh ấy đang diễn ra: Một cuốn hồi ký của W.E.B. Du Bois, New York: Lippincott, 1971
- Julius K. Nyerere, Giáo viên Châu Phi, New York: Julian Messner, 1975
- Du Bois: Tiểu sử bằng tranh, Johnsons, 1978

Tiểu thuyết:
- Có một lần là nô lệ (1947), tiểu thuyết lịch sử giành giải thưởng Messner về cuộc đời của Frederick Doulass;[2] và
- Zulu Heart, New York: Ấn bản thứ ba, 1974